# 北村泰宏
北村 泰宏（きたむら やすひろ、1951年5月9日 - ）は、日本気象協会所属の気象予報士。血液型O型。特技は家庭菜園、特に スイカ作り。趣味はジャズ鑑賞、特にマイルス・デービスなど。
CBCニュースワイドでも気象コーナーを担当した。大の中日ドラゴンズファンとしても知られる。天気コーナー内の『北村さんの天気MEMO』では、気象や暦にまつわる話題を毎日解説していた。
CBCテレビの夕方ワイドニュース番組を同じく気象協会東海支配人所属の岩名美樹に譲った後は、CBCラジオで放送される天気予報で気象協会側から回線を通じて解説している。

## 過去の出演番組
- CBCニュースワイド（天気予報・中部日本放送）
- ユーガッタ!CBC（天気予報・中部日本放送）
- サタデー生ワイド そらナビ（天気予報・中部日本放送）
- えなりかずき!そらナビ（天気予報・中部日本放送）